# Eroica: Il giorno che cambiò per sempre la musica
Eroica: Il giorno che cambiò per sempre la musica (Eroica) è un film per la TV del 2003 diretto da Simon Cellan Jones.

## Trama
Ambientato a Vienna il 9 giugno 1804, il film segue l'esecuzione della Terza Sinfonia di Ludwig van Beethoven, che inizialmente l'autore aveva intitolato Bonaparte in onore del generale omonimo e successivamente modificato con il nome di Eroica, presso la corte del principe Joseph Franz Maximilian von Lobkowicz, uomo amante dell'arte e della musica nonché mecenate del musicista.

## Accoglienza

### Critica
Sul sito IMDb il pubblico ha votato il film con 7.7/10.

## Distribuzione
Nel Regno Unito il film è stato distribuito il 4 ottobre 2003.